# Singles número um na Dance/Electronic Songs em 2013
A lista dos singles que alcançaram a primeira posição na Dance/Electronic Songs no ano de 2013 foi publicada semanalmente pela revista Billboard que classifica o desempenho de canções de gêneros dance e eletrônica nos Estados Unidos a partir de dados recolhidos pela Nielsen SoundScan, baseando-se nas vendas digitais, além de contar o número de execuções nas rádios e discotecas do país e o fluxo de mídia na Internet.

## Histórico
| Data            | Canção             | Artista                         | Referências |
| --------------- | ------------------ | ------------------------------- | ----------- |
| 26 de janeiro   | "Scream & Shout"   | will.i.am com Britney Spears    | [ 2 ]       |
| 2 de fevereiro  | "Scream & Shout"   | will.i.am com Britney Spears    | [ 3 ]       |
| 9 de fevereiro  | "Scream & Shout"   | will.i.am com Britney Spears    | [ 4 ]       |
| 16 de fevereiro | "Scream & Shout"   | will.i.am com Britney Spears    | [ 5 ]       |
| 23 de fevereiro | "Scream & Shout"   | will.i.am com Britney Spears    | [ 6 ]       |
| 2 de março      | "Harlem Shake"     | Baauer                          | [ 7 ]       |
| 9 de março      | "Harlem Shake"     | Baauer                          | [ 8 ]       |
| 16 de março     | "Harlem Shake"     | Baauer                          | [ 9 ]       |
| 23 de março     | "Harlem Shake"     | Baauer                          | [ 10 ]      |
| 30 de março     | "Harlem Shake"     | Baauer                          | [ 11 ]      |
| 6 de abril      | "Harlem Shake"     | Baauer                          | [ 12 ]      |
| 13 de abril     | "Harlem Shake"     | Baauer                          | [ 13 ]      |
| 20 de abril     | "Harlem Shake"     | Baauer                          | [ 14 ]      |
| 27 de abril     | "Feel This Moment" | Pitbull com Christina Aguilera  | [ 15 ]      |
| 4 de maio       | "Gentleman"        | Psy                             | [ 16 ]      |
| 11 de maio      | "Feel This Moment" | Pitbull com Christina Aguilera  | [ 17 ]      |
| 18 de maio      | "I Love It"        | Icona Pop com Charli XCX        | [ 18 ]      |
| 25 de maio      | "I Love It"        | Icona Pop com Charli XCX        | [ 19 ]      |
| 1º de junho     | "Get Lucky"        | Daft Punk com Pharrell Williams | [ 20 ]      |
| 8 de junho      | "Get Lucky"        | Daft Punk com Pharrell Williams | [ 21 ]      |
| 15 de junho     | "Get Lucky"        | Daft Punk com Pharrell Williams | [ 22 ]      |
| 22 de junho     | "Get Lucky"        | Daft Punk com Pharrell Williams | [ 23 ]      |
| 29 de junho     | "Get Lucky"        | Daft Punk com Pharrell Williams | [ 24 ]      |
| 6 de julho      | "Get Lucky"        | Daft Punk com Pharrell Williams | [ 25 ]      |
| 13 de julho     | "Get Lucky"        | Daft Punk com Pharrell Williams | [ 26 ]      |
| 20 de julho     | "Get Lucky"        | Daft Punk com Pharrell Williams | [ 27 ]      |
| 27 de julho     | "Get Lucky"        | Daft Punk com Pharrell Williams | [ 28 ]      |
| 3 de agosto     | "Get Lucky"        | Daft Punk com Pharrell Williams | [ 29 ]      |
| 10 de agosto    | "Get Lucky"        | Daft Punk com Pharrell Williams | [ 30 ]      |
| 17 de agosto    | "Get Lucky"        | Daft Punk com Pharrell Williams | [ 31 ]      |
| 24 de agosto    | "Get Lucky"        | Daft Punk com Pharrell Williams | [ 32 ]      |
| 31 de agosto    | "Applause"         | Lady Gaga                       | [ 33 ]      |
| 7 de setembro   | "Applause"         | Lady Gaga                       | [ 34 ]      |
| 14 de setembro  | "Applause"         | Lady Gaga                       | [ 35 ]      |
| 21 de setembro  | "Wake Me Up!"      | Avicii                          | [ 36 ]      |
| 28 de setembro  | "Wake Me Up!"      | Avicii                          | [ 37 ]      |
| 5 de outubro    | "Wake Me Up!"      | Avicii                          | [ 38 ]      |
| 12 de outubro   | "Wake Me Up!"      | Avicii                          | [ 39 ]      |
| 19 de outubro   | "Wake Me Up!"      | Avicii                          | [ 40 ]      |
| 26 de outubro   | "Wake Me Up!"      | Avicii                          | [ 41 ]      |
| 2 de novembro   | "Wake Me Up!"      | Avicii                          | [ 42 ]      |
| 9 de novembro   | "Wake Me Up!"      | Avicii                          | [ 43 ]      |
| 16 de novembro  | "Wake Me Up!"      | Avicii                          | [ 44 ]      |
| 23 de novembro  | "Wake Me Up!"      | Avicii                          | [ 45 ]      |
| 30 de novembro  | "Wake Me Up!"      | Avicii                          | [ 46 ]      |
| 7 de dezembro   | "Wake Me Up!"      | Avicii                          | [ 47 ]      |
| 14 de dezembro  | "Wake Me Up!"      | Avicii                          | [ 48 ]      |
| 21 de dezembro  | "Wake Me Up!"      | Avicii                          | [ 49 ]      |
| 28 de dezembro  | "Wake Me Up!"      | Avicii                          | [ 50 ]      |